# Battle Hymn of the Republic
The Battle Hymn of the Republic är en amerikansk patriotisk sång med text av Julia Ward Howe som blev populär som ett slags nationalsång för nordstaterna under Amerikanska inbördeskriget. Melodin har använts i många andra sammanhang och har en komplicerad förhistoria. På svenska är den känd som en skämtsam supvisa, Halta Lottas krog ("Åtta öre kostar supen, på Halta Lottas krog i Göteborg").

## Melodin
Originalmusiken skrevs av William Steffe från South Carolina 1853. Han skrev också den enkla texten "Canaan's Happy Shore" eller "Brothers, Will You Meet Me?", med refrängen "Glory glory hallelujah", och använde den som en sång för Metodistkyrkans ungdomsläger, som han ledde. I Steffes tappning blev melodin känd och spreds även till Europa, där den bland annat översattes till svenska: "Bröder, viljen I gå med oss?" Till melodins senare historia hör flera andra omtextningar, i Sverige bland annat som "Femton öre kostar supen ... uppå Halta Lottas krog" i Göteborg, eller Tuffe Uffe med Wijkmanska Blecket. Även texten "Karl den tolfte hade hundratusen man", har använts. Melodin har även använts till kampsånger till idrottslag. Bland annat "Här kommer Änglarna" till IFK Göteborg Fotboll och "Saik är laget" till Sandvikens AIK Bandy. Även Manchester United i England har använt melodin som kampsång. " Glory glory Man United".  Tottenham Hotspur FC har också använt melodin som kampsång. "Glory glory Tottenham Hotspur". Leeds United. "Glory glory Leeds United". I Danmark användes melodin till en nidvisa över statsminister Thomas Madsen-Mygdal.

## John Brown's Body
Med annan text blev sången särskilt känd på 1860-talet: "John Brown's Body", som sjöngs av Thomas Bishops bataljon i Massachusetts Infantry. Texten, som tillskrivs Bishop, uppfattades handla om den radikale slaverimotståndaren John Brown som avrättades 1859 i Virginia. Bishops bataljon förflyttades till Washington, D.C. 1862. När Howe deltog vid en inspektion av trupperna hörde hon sången sjungas. Hennes kollega, prästen James Clarke, föreslog att hon skulle skriva en ny text till soldaternas sång och då tillkom "Battle Hymn of the Republic". 
Emellertid, enligt författaren Irwin Silber som skrivit en bok om inbördeskrigets sånger, handlade sången ursprungligen om en äldre, mindre känd skotte vid namn John Brown som ingick i 12th Massachusetts Regiment. En artikel av den amerikanske populärmusikjournalisten Mark Steyn bidrar med bakgrunden till historien: Uppenbarligen hade soldaterna i John Browns trupp gjort en sång om denne för att skämta med honom - med i princip samma text: "John Brown’s body lies a-mould’ring in the grave". Senare kom alla, inklusive Julia Ward Howe, att anta att sången var en klagovisa över slaverimotståndaren John Browns död, som hade stort propagandavärde för nordstaterna.

## Julia Ward Howes text
Howes text publicerades första gången på första sidan till tidningen The Atlantic Monthly i februari 1862 (Den sjätte versen som Howe skrev och som sällan sjungs fanns inte med vid publiceringen). De bibliska referenserna i texten är många. Liknelsen med Herren som en vintrampare som i vrede krossar Jerusalems fiender såsom "the grapes of wrath" står i Jesaja 63:3–6.
Mine eyes have seen the glory of the coming of the Lord:
He is trampling out the vintage where the grapes of wrath are stored;
He hath loosed the fateful lightning of His terrible swift sword:
His truth is marching on.
(Refräng)
Glory, glory, hallelujah!
Glory, glory, hallelujah!
Glory, glory, hallelujah!
His truth is marching on.
I have seen Him in the watch-fires of a hundred circling camps,
They have builded Him an altar in the evening dews and damps;
I can read His righteous sentence by the dim and flaring lamps:
His day is marching on.
Refräng
I have read a fiery gospel writ in burnished rows of steel:
"As ye deal with my condemners, so with you my grace shall deal;
Let the Hero, born of woman, crush the serpent with His heel,
Since God is marching on."
Refräng
He has sounded forth the trumpet that shall never call retreat;
He is sifting out the hearts of men before His judgment-seat:
Oh, be swift, my soul, to answer Him! be jubilant, my feet!
Our God is marching on.
Refräng
In the beauty of the lilies Christ was born across the sea,
With a glory in His bosom that transfigures you and me:
As He died to make men holy, let us die to make men free,
While God is marching on.
Refräng
He is coming like the glory of the morning on the wave,
He is Wisdom to the mighty, He is Succour to the brave,
So the world shall be His footstool, and the soul of Time His slave,
Our God is marching on.
Refräng